# Augustin-Pierre Dubrunfaut
Augustin-Pierre Dubrunfaut (phát âm tiếng Pháp: [ogystɛ̃ pjɛʁ dybʁœ̃fo]; 1 tháng 9 năm 1797, Lille – 7 tháng 10 năm 1881) là một nhà hóa học người Pháp và ông đã nghiên cứu ra việc fructose được hấp thu trực tiếp vào máu trong quá trình tiêu hóa. Fructose được nhà hóa học người Pháp
Sự chuyển quay đã được Dubrunfaut phát hiện vào năm 1844, khi ông nhận thấy rằng vòng quay cụ thể của dung dịch nước đường thay đổi theo thời gian. 
Trong cùng một bài báo, ông cũng xác định rằng sự đảo ngược của sucrose với sự hiện diện của men bia (Saccharomyces cerevisiae) không phải là hậu quả của quá trình lên men. Phân tử hữu cơ fructose sau đó đã được Dubrunfaut phát hiện vào năm 1847. 
Ông cũng phát hiện ra maltose, mặc dù khám phá này không được chấp nhận rộng rãi cho đến khi nó được xác nhận vào năm 1872 bởi Cornelius O'Sullivan.

## Tiểu sử
Augustin-Pierre Dubrunfaut lần đầu tiên nghiên cứu tại Lille với nhà tự nhiên học người Bỉ Pierre Auguste Joseph Drapiez và nhà hóa học người Pháp Charles Delezenne. Sau đó, ông học tại Khoa Khoa học Paris với các nhà hóa học Thenard, Dulong, Pouillet và Louis Joseph Gay-Lussac các vấn đề về hóa tính của tinh bột. Từ 1824 đến 1830, ông dạy trong một trường kỹ thuật trong khi thành lập năm 1827 một nhà máy sản xuất đường củ cải ở Bercy và chỉ đạo từ năm 1830 một nhà máy chưng cất rượu ở Versailles. Trong cùng năm đó, ông đã thành lập tờ báo chế tạo báo chí, được xuất bản trong ba năm.